# Blythe (Georgie)
Blythe je město v Burke County a v Richmond County, v Georgii, ve Spojených státech amerických. V roce 2011 žilo ve městě 722 obyvatel.

## Demografie
Podle sčítání lidí v roce 2000 žilo ve městě 718 obyvatel, 240 domácností a 185 rodin. V roce 2011 žilo ve městě 345 mužů (47,9%), a 377 žen (52,1%). Průměrný věk obyvatele je 42 let.